# Procedura di parere conforme
La procedura di parere conforme è una procedura legislativa dell'Unione europea che prevede la formulazione da parte del Parlamento di un parere obbligatorio e vincolante in merito alla proposta di legge da parte della Commissione. La portata vincolante e obbligatoria del parere si manifesta nei confronti della arbitrarietà del Consiglio dell'Unione europea, il quale è obbligato ad emettere l'atto normativo relativo alla proposta della Commissione nei limiti e nella portata del parere espresso dal Parlamento. La particolarità della procedura è che, come nella procedura di codecisione, il Parlamento gode di un sostanziale diritto di veto che influisce sul potere legislativo del Consiglio.
Le principali materie in cui è prevista la procedura di Parere Conforme sono:
- Adesione di nuovi Stati membri (art. 49 TUE)
- Compiti e obiettivi dei Fondi Strutturali
- Accordi di associazione